# Shania Geiss
Shania Tyra Maria Geiss (* 30. Juli 2004 in Monaco) ist eine deutsche Fernsehdarstellerin.

## Werdegang
Seit Januar 2011 ist Shania Geiss gemeinsam mit ihren Eltern Robert und Carmen Geiss sowie ihrer älteren Schwester Davina Hauptdarstellerin der Fernsehsendung Die Geissens – Eine schrecklich glamouröse Familie, in der das Leben ihrer Familie dargestellt wird. Seit 2022 ist sie zudem gemeinsam mit ihrer Schwester Davina Hauptdarstellerin des Spin-offs Davina & Shania – We Love Monaco.
2024 führte sie einen Prozess gegen einen Hochstapler, der behauptete, als milliardenschwerer Rothschild-Erbe mit ihr eine Affäre gehabt zu haben. Der Mann wurde schließlich vom Amtsgericht Heilbronn zu einer Geldstrafe verurteilt.
Shania Geiss legte das Abitur an der International School of Monaco ab. Zwischenzeitlich war sie als Model tätig. Sie lebt in Monaco.
Am 7. Juni 2025 trat sie gemeinsam mit ihrer Schwester in der 95. Ausgabe des Formats Schlag den Star gegen Luna und Lilli Schweiger, die Töchter von Dana und Til Schweiger, an. Das Duell konnten die Geiss-Schwestern für sich entscheiden.